# Lista di asteroidi (628001-629000)
Di seguito una lista di asteroidi dal numero 628001  al 629000 con data di scoperta e scopritore.

## 628001–628100
| Nome   | Designazione provvisoria | Data di scoperta  | Scopritore          |
| ------ | ------------------------ | ----------------- | ------------------- |
| 628001 | 2013 EQ14                | 14 febbraio 2013  | Pan-STARRS          |
| 628002 | 2013 EY30                | 7 marzo 2013      | Spacewatch          |
| 628003 | 2013 EO99                | 7 marzo 2013      | Mount Lemmon Survey |
| 628004 | 2013 EM109               | 11 marzo 2013     | La Silla Obs.       |
| 628005 | 2013 EQ112               | 13 marzo 2013     | PTF                 |
| 628006 | 2013 FF30                | 19 marzo 2013     | Pan-STARRS          |
| 628007 | 2013 GW23                | 4 marzo 2013      | Pan-STARRS          |
| 628008 | 2013 GX46                | 15 settembre 2006 | Spacewatch          |
| 628009 | 2013 GX58                | 16 marzo 2013     | Spacewatch          |
| 628010 | 2013 GC63                | 14 febbraio 2004  | NEAT                |
| 628011 | 2013 GC68                | 10 aprile 2013    | Mount Lemmon Survey |
| 628012 | 2013 HV55                | 16 aprile 2013    | CTIO-DECam          |
| 628013 | 2013 HE112               | 16 aprile 2013    | CTIO-DECam          |
| 628014 | 2013 HP125               | 14 novembre 2007  | Mount Lemmon Survey |
| 628015 | 2013 HW138               | 9 febbraio 2008   | Mount Lemmon Survey |
| 628016 | 2013 JE25                | 12 novembre 2006  | Mount Lemmon Survey |
| 628017 | 2013 KV6                 | 29 maggio 2013    | A. Oreshko          |
| 628018 | 2013 NG11                | 16 ottobre 2007   | Mount Lemmon Survey |
| 628019 | 2013 NX13                | 2 aprile 2005     | Mount Lemmon Survey |
| 628020 | 2013 NP43                | 15 luglio 2013    | Pan-STARRS          |
| 628021 | 2013 NF60                | 22 ottobre 2009   | Mount Lemmon Survey |
| 628022 | 2013 PR1                 | 14 novembre 2010  | Spacewatch          |
| 628023 | 2013 PZ18                | 31 dicembre 2007  | Mount Lemmon Survey |
| 628024 | 2013 PU50                | 12 agosto 2013    | Pan-STARRS          |
| 628025 | 2013 PC53                | 10 gennaio 2008   | Mount Lemmon Survey |
| 628026 | 2013 PV55                | 26 aprile 2009    | Spacewatch          |
| 628027 | 2013 PK81                | 12 agosto 2013    | Pan-STARRS          |
| 628028 | 2013 PA111               | 4 agosto 2013     | Pan-STARRS          |
| 628029 | 2013 QN6                 | 4 agosto 2013     | Pan-STARRS          |
| 628030 | 2013 QO11                | 14 agosto 2013    | Pan-STARRS          |
| 628031 | 2013 QE26                | 21 settembre 2003 | Spacewatch          |
| 628032 | 2013 QN30                | 21 settembre 2007 | PMO NEO             |
| 628033 | 2013 QU37                | 17 ottobre 2010   | Mount Lemmon Survey |
| 628034 | 2013 QJ53                | 27 settembre 2003 | Spacewatch          |
| 628035 | 2013 QW65                | 29 settembre 2003 | Spacewatch          |
| 628036 | 2013 QL81                | 10 novembre 2010  | Spacewatch          |
| 628037 | 2013 QG89                | 30 luglio 2008    | Mount Lemmon Survey |
| 628038 | 2013 RH46                | 1 ottobre 2003    | Spacewatch          |
| 628039 | 2013 RC50                | 20 novembre 2003  | Spacewatch          |
| 628040 | 2013 RB71                | 8 dicembre 2010   | Mount Lemmon Survey |
| 628041 | 2013 RJ76                | 26 settembre 2003 | SDSS Collaboration  |
| 628042 | 2013 RU77                | 9 agosto 2013     | Spacewatch          |
| 628043 | 2013 RB129               | 2 settembre 2013  | Mount Lemmon Survey |
| 628044 | 2013 RV160               | 28 aprile 2006    | Cerro Tololo Obs.   |
| 628045 | 2013 SY51                | 21 agosto 2006    | Spacewatch          |
| 628046 | 2013 SV53                | 22 settembre 2003 | Spacewatch          |
| 628047 | 2013 SR65                | 10 marzo 2005     | Mount Lemmon Survey |
| 628048 | 2013 SX68                | 3 dicembre 2010   | Mount Lemmon Survey |
| 628049 | 2013 SZ84                | 1 ottobre 2008    | Mount Lemmon Survey |
| 628050 | 2013 SC104               | 26 settembre 2013 | Mount Lemmon Survey |
| 628051 | 2013 TN5                 | 21 settembre 2003 | NEAT                |
| 628052 | 2013 TG19                | 18 ottobre 2003   | NEAT                |
| 628053 | 2013 TP34                | 19 novembre 2003  | Spacewatch          |
| 628054 | 2013 TS48                | 28 settembre 2013 | Pan-STARRS          |
| 628055 | 2013 TW53                | 4 ottobre 2013    | Mount Lemmon Survey |
| 628056 | 2013 TE59                | 4 ottobre 2013    | Mount Lemmon Survey |
| 628057 | 2013 TN98                | 3 ottobre 2013    | Pan-STARRS          |
| 628058 | 2013 TR101               | 4 ottobre 2006    | Mount Lemmon Survey |
| 628059 | 2013 TU104               | 1 dicembre 1996   | Spacewatch          |
| 628060 | 2013 TZ109               | 22 ottobre 2008   | Spacewatch          |
| 628061 | 2013 TM111               | 17 settembre 2006 | CSS                 |
| 628062 | 2013 TR123               | 8 gennaio 2005    | CINEOS              |
| 628063 | 2013 TC142               | 19 novembre 2003  | Spacewatch          |
| 628064 | 2013 TY156               | 15 settembre 2007 | Mount Lemmon Survey |
| 628065 | 2013 TT159               | 3 ottobre 2013    | Pan-STARRS          |
| 628066 | 2013 TB197               | 1 ottobre 2013    | Spacewatch          |
| 628067 | 2013 TY223               | 12 ottobre 2013   | Mount Lemmon Survey |
| 628068 | 2013 TQ235               | 5 ottobre 2013    | Pan-STARRS          |
| 628069 | 2013 UL7                 | 17 settembre 2006 | Spacewatch          |
| 628070 | 2013 UH12                | 6 settembre 2013  | Mount Lemmon Survey |
| 628071 | 2013 UM20                | 9 ottobre 2013    | Mount Lemmon Survey |
| 628072 | 2013 UE23                | 19 dicembre 2007  | Mount Lemmon Survey |
| 628073 | 2013 UQ28                | 26 ottobre 2013   | Mount Lemmon Survey |
| 628074 | 2013 VL10                | 1 gennaio 2009    | Mount Lemmon Survey |
| 628075 | 2013 VS32                | 24 ottobre 2014   | Mount Lemmon Survey |
| 628076 | 2013 WA20                | 27 novembre 2013  | Pan-STARRS          |
| 628077 | 2013 WG20                | 12 ottobre 2006   | NEAT                |
| 628078 | 2013 WO38                | 1 gennaio 2009    | Spacewatch          |
| 628079 | 2013 WR48                | 10 agosto 2007    | Spacewatch          |
| 628080 | 2013 WC59                | 28 settembre 2006 | Mount Lemmon Survey |
| 628081 | 2013 WG69                | 17 settembre 2006 | Spacewatch          |
| 628082 | 2013 WE84                | 2 novembre 2013   | Mount Lemmon Survey |
| 628083 | 2013 WM85                | 4 novembre 2013   | PMO NEO             |
| 628084 | 2013 WK96                | 17 novembre 2006  | Mount Lemmon Survey |
| 628085 | 2013 WE124               | 27 novembre 2013  | Pan-STARRS          |
| 628086 | 2013 WG129               | 29 novembre 2013  | Spacewatch          |
| 628087 | 2013 XR36                | 25 dicembre 2006  | Spacewatch          |
| 628088 | 2013 YM11                | 28 agosto 2006    | Spacewatch          |
| 628089 | 2013 YU11                | 11 dicembre 2006  | Spacewatch          |
| 628090 | 2013 YR15                | 27 novembre 2013  | Pan-STARRS          |
| 628091 | 2013 YR35                | 8 novembre 2013   | Mount Lemmon Survey |
| 628092 | 2013 YM61                | 27 gennaio 2003   | NEAT                |
| 628093 | 2013 YW61                | 4 novembre 2007   | Mount Lemmon Survey |
| 628094 | 2013 YF63                | 8 novembre 2013   | Mount Lemmon Survey |
| 628095 | 2013 YG72                | 26 novembre 2006  | Spacewatch          |
| 628096 | 2013 YR85                | 7 ottobre 2012    | Pan-STARRS          |
| 628097 | 2013 YZ94                | 16 marzo 2009     | Spacewatch          |
| 628098 | 2013 YK95                | 9 novembre 2009   | Mount Lemmon Survey |
| 628099 | 2013 YW97                | 26 dicembre 2006  | Spacewatch          |
| 628100 | 2013 YW111               | 17 gennaio 2007   | Spacewatch          |

## 628101–628200
| Nome   | Designazione provvisoria | Data di scoperta  | Scopritore                          |
| ------ | ------------------------ | ----------------- | ----------------------------------- |
| 628101 | 2013 YG117               | 22 agosto 2006    | L. H. Wasserman                     |
| 628102 | 2013 YO128               | 11 dicembre 2013  | Mount Lemmon Survey                 |
| 628103 | 2013 YJ168               | 23 dicembre 2013  | Mount Lemmon Survey                 |
| 628104 | 2014 AM28                | 9 febbraio 2003   | NEAT                                |
| 628105 | 2014 AP30                | 22 febbraio 2003  | NEAT                                |
| 628106 | 2014 AK32                | 6 gennaio 2014    | Pan-STARRS                          |
| 628107 | 2014 AV38                | 15 settembre 2009 | Mount Lemmon Survey                 |
| 628108 | 2014 AF45                | 24 febbraio 2009  | Mount Lemmon Survey                 |
| 628109 | 2014 AX71                | 11 gennaio 2014   | Spacewatch                          |
| 628110 | 2014 BW                  | 27 agosto 2002    | NEAT                                |
| 628111 | 2014 BS3                 | 12 gennaio 1996   | Spacewatch                          |
| 628112 | 2014 BC17                | 12 marzo 2007     | Mount Lemmon Survey                 |
| 628113 | 2014 BJ22                | 3 dicembre 2007   | Spacewatch                          |
| 628114 | 2014 BN26                | 31 dicembre 2013  | Pan-STARRS                          |
| 628115 | 2014 BH30                | 17 marzo 2007     | Spacewatch                          |
| 628116 | 2014 BY50                | 19 novembre 2007  | Mount Lemmon Survey                 |
| 628117 | 2014 BZ53                | 17 novembre 2009  | Mount Lemmon Survey                 |
| 628118 | 2014 BE55                | 28 agosto 2008    | J. Skvarč                           |
| 628119 | 2014 CZ9                 | 28 gennaio 2014   | Mount Lemmon Survey                 |
| 628120 | 2014 CS27                | 4 febbraio 2003   | Astrovirtel                         |
| 628121 | 2014 DP5                 | 20 febbraio 2014  | Mount Lemmon Survey                 |
| 628122 | 2014 DR27                | 30 dicembre 2013  | Mount Lemmon Survey                 |
| 628123 | 2014 DS77                | 13 gennaio 1999   | Spacewatch                          |
| 628124 | 2014 DQ109               | 27 febbraio 2014  | Mount Lemmon Survey                 |
| 628125 | 2014 DQ114               | 18 settembre 2009 | Spacewatch                          |
| 628126 | 2014 DL128               | 9 febbraio 2014   | Spacewatch                          |
| 628127 | 2014 DM155               | 28 febbraio 2014  | Pan-STARRS                          |
| 628128 | 2014 DN155               | 27 dicembre 2005  | Mount Lemmon Survey                 |
| 628129 | 2014 EC232               | 31 ottobre 2016   | Mount Lemmon Survey                 |
| 628130 | 2014 FC15                | 26 marzo 2003     | NEAT                                |
| 628131 | 2014 FQ15                | 10 marzo 2014     | Spacewatch                          |
| 628132 | 2014 FZ67                | 6 aprile 2014     | Mount Lemmon Survey                 |
| 628133 | 2014 GN30                | 4 ottobre 2002    | NEAT                                |
| 628134 | 2014 HU83                | 11 maggio 2010    | Spacewatch                          |
| 628135 | 2014 HV126               | 17 febbraio 2010  | Spacewatch                          |
| 628136 | 2014 HA129               | 18 febbraio 2010  | Mount Lemmon Survey                 |
| 628137 | 2014 HE143               | 23 aprile 2014    | CTIO-DECam                          |
| 628138 | 2014 HA172               | 29 aprile 2014    | Pan-STARRS                          |
| 628139 | 2014 HD204               | 29 aprile 2014    | Pan-STARRS                          |
| 628140 | 2014 JN5                 | 25 aprile 2014    | Spacewatch                          |
| 628141 | 2014 JF50                | 20 maggio 2010    | Mount Lemmon Survey                 |
| 628142 | 2014 JN91                | 10 maggio 2014    | Pan-STARRS                          |
| 628143 | 2014 KO16                | 21 maggio 2014    | Mount Lemmon Survey                 |
| 628144 | 2014 KE23                | 18 gennaio 2013   | Spacewatch                          |
| 628145 | 2014 KM112               | 13 ottobre 2010   | Mount Lemmon Survey                 |
| 628146 | 2014 LB                  | 30 aprile 2014    | Pan-STARRS                          |
| 628147 | 2014 LW13                | 20 settembre 2001 | LINEAR                              |
| 628148 | 2014 LL29                | 30 ottobre 2010   | Spacewatch                          |
| 628149 | 2014 LK31                | 3 giugno 2014     | Pan-STARRS                          |
| 628150 | 2014 LR32                | 20 settembre 2001 | SDSS Collaboration                  |
| 628151 | 2014 LD33                | 4 giugno 2014     | Pan-STARRS                          |
| 628152 | 2014 MC30                | 23 giugno 2014    | Mount Lemmon Survey                 |
| 628153 | 2014 MS74                | 28 ottobre 2010   | Mount Lemmon Survey                 |
| 628154 | 2014 MA78                | 28 novembre 2010  | Mount Lemmon Survey                 |
| 628155 | 2014 NE14                | 13 ottobre 2006   | Spacewatch                          |
| 628156 | 2014 NG25                | 2 luglio 2014     | Pan-STARRS                          |
| 628157 | 2014 NW27                | 26 agosto 2001    | Spacewatch                          |
| 628158 | 2014 NP67                | 3 novembre 2010   | Mount Lemmon Survey                 |
| 628159 | 2014 NY67                | 7 luglio 2014     | Pan-STARRS                          |
| 628160 | 2014 NW68                | 23 settembre 2001 | Spacewatch                          |
| 628161 | 2014 NH76                | 8 giugno 2005     | Spacewatch                          |
| 628162 | 2014 NO80                | 1 luglio 2014     | Pan-STARRS                          |
| 628163 | 2014 OZ4                 | 4 novembre 2010   | PTF                                 |
| 628164 | 2014 OS56                | 20 aprile 2009    | Spacewatch                          |
| 628165 | 2014 OF57                | 30 settembre 2006 | Mount Lemmon Survey                 |
| 628166 | 2014 OC79                | 17 novembre 2006  | Mount Lemmon Survey                 |
| 628167 | 2014 OT90                | 20 ottobre 2006   | Spacewatch                          |
| 628168 | 2014 OT94                | 26 luglio 2014    | Pan-STARRS                          |
| 628169 | 2014 OF123               | 27 gennaio 2012   | Mount Lemmon Survey                 |
| 628170 | 2014 OC124               | 20 ottobre 2006   | Spacewatch                          |
| 628171 | 2014 OY128               | 25 luglio 2014    | Pan-STARRS                          |
| 628172 | 2014 OG136               | 10 gennaio 2008   | Mount Lemmon Survey                 |
| 628173 | 2014 OJ142               | 27 giugno 2014    | Pan-STARRS                          |
| 628174 | 2014 OY151               | 21 luglio 2006    | LUSS                                |
| 628175 | 2014 ON158               | 30 settembre 2010 | Mount Lemmon Survey                 |
| 628176 | 2014 OT160               | 3 gennaio 2012    | Spacewatch                          |
| 628177 | 2014 OV161               | 19 settembre 2001 | Spacewatch                          |
| 628178 | 2014 OL175               | 26 gennaio 2012   | Pan-STARRS                          |
| 628179 | 2014 OL196               | 19 gennaio 2012   | Spacewatch                          |
| 628180 | 2014 OW196               | 25 ottobre 2005   | CSS                                 |
| 628181 | 2014 OO219               | 27 giugno 2014    | Pan-STARRS                          |
| 628182 | 2014 OW262               | 8 maggio 2013     | Pan-STARRS                          |
| 628183 | 2014 OC265               | 11 settembre 2010 | Osservatorio astronomico di Maiorca |
| 628184 | 2014 OV305               | 25 luglio 2014    | Pan-STARRS                          |
| 628185 | 2014 OH311               | 6 settembre 2010  | Z. Kuli                             |
| 628186 | 2014 OB313               | 10 marzo 2005     | LONEOS                              |
| 628187 | 2014 OO315               | 1 settembre 2005  | Spacewatch                          |
| 628188 | 2014 OY318               | 11 settembre 2010 | Mount Lemmon Survey                 |
| 628189 | 2014 OH332               | 29 luglio 2014    | Pan-STARRS                          |
| 628190 | 2014 OS339               | 3 settembre 2010  | Mount Lemmon Survey                 |
| 628191 | 2014 OA340               | 25 luglio 2014    | Pan-STARRS                          |
| 628192 | 2014 OH343               | 30 luglio 2014    | Pan-STARRS                          |
| 628193 | 2014 OT363               | 5 marzo 2013      | Pan-STARRS                          |
| 628194 | 2014 OL384               | 3 settembre 2010  | Mount Lemmon Survey                 |
| 628195 | 2014 OM389               | 10 marzo 2005     | CSS                                 |
| 628196 | 2014 OJ399               | 16 aprile 2013    | CTIO-DECam                          |
| 628197 | 2014 OK401               | 25 giugno 2014    | Mount Lemmon Survey                 |
| 628198 | 2014 OQ401               | 25 luglio 2014    | Pan-STARRS                          |
| 628199 | 2014 OU411               | 31 marzo 2013     | Mount Lemmon Survey                 |
| 628200 | 2014 OZ411               | 28 luglio 2014    | Pan-STARRS                          |

## 628201–628300
| Nome   | Designazione provvisoria | Data di scoperta  | Scopritore                |
| ------ | ------------------------ | ----------------- | ------------------------- |
| 628201 | 2014 OB412               | 14 novembre 2010  | Mount Lemmon Survey       |
| 628202 | 2014 PE1                 | 3 luglio 2014     | Pan-STARRS                |
| 628203 | 2014 PB5                 | 8 ottobre 2010    | Spacewatch                |
| 628204 | 2014 PR6                 | 31 maggio 2014    | Pan-STARRS                |
| 628205 | 2014 PH11                | 30 agosto 2005    | Spacewatch                |
| 628206 | 2014 PG20                | 17 ottobre 2010   | Mount Lemmon Survey       |
| 628207 | 2014 PW34                | 13 novembre 2010  | Mount Lemmon Survey       |
| 628208 | 2014 PR45                | 29 ottobre 2010   | Z. Kuli, K. Sárneczky     |
| 628209 | 2014 PY51                | 26 novembre 2010  | Mount Lemmon Survey       |
| 628210 | 2014 PQ68                | 29 giugno 2014    | Pan-STARRS                |
| 628211 | 2014 PB73                | 29 settembre 2005 | Spacewatch                |
| 628212 | 2014 PD74                | 5 novembre 2010   | Mount Lemmon Survey       |
| 628213 | 2014 QV5                 | 20 settembre 2001 | Spacewatch                |
| 628214 | 2014 QG20                | 13 gennaio 2011   | Spacewatch                |
| 628215 | 2014 QN29                | 10 settembre 2005 | LONEOS                    |
| 628216 | 2014 QP58                | 20 ottobre 2006   | Mount Lemmon Survey       |
| 628217 | 2014 QD65                | 8 marzo 2013      | Pan-STARRS                |
| 628218 | 2014 QQ92                | 27 dicembre 2011  | Mount Lemmon Survey       |
| 628219 | 2014 QA110               | 17 novembre 2010  | Spacewatch                |
| 628220 | 2014 QL114               | 26 gennaio 2012   | Mount Lemmon Survey       |
| 628221 | 2014 QH119               | 19 gennaio 2012   | Pan-STARRS                |
| 628222 | 2014 QE129               | 14 ottobre 2010   | Mount Lemmon Survey       |
| 628223 | 2014 QG129               | 11 novembre 2010  | Mount Lemmon Survey       |
| 628224 | 2014 QW145               | 27 dicembre 2006  | Mount Lemmon Survey       |
| 628225 | 2014 QG150               | 7 ottobre 2005    | Spacewatch                |
| 628226 | 2014 QJ176               | 13 novembre 2010  | Mount Lemmon Survey       |
| 628227 | 2014 QV192               | 16 settembre 2010 | Mount Lemmon Survey       |
| 628228 | 2014 QJ197               | 31 ottobre 2010   | Mount Lemmon Survey       |
| 628229 | 2014 QN205               | 31 agosto 2005    | Spacewatch                |
| 628230 | 2014 QJ213               | 12 novembre 2010  | Mount Lemmon Survey       |
| 628231 | 2014 QR217               | 25 febbraio 2012  | Mount Lemmon Survey       |
| 628232 | 2014 QW228               | 28 agosto 2005    | Spacewatch                |
| 628233 | 2014 QF234               | 14 novembre 2010  | Spacewatch                |
| 628234 | 2014 QB239               | 8 novembre 2010   | Spacewatch                |
| 628235 | 2014 QA248               | 1 novembre 2005   | Mount Lemmon Survey       |
| 628236 | 2014 QU248               | 28 ottobre 2010   | Mount Lemmon Survey       |
| 628237 | 2014 QZ248               | 30 marzo 2008     | Spacewatch                |
| 628238 | 2014 QP249               | 17 ottobre 2010   | Mount Lemmon Survey       |
| 628239 | 2014 QF278               | 6 febbraio 2007   | Mount Lemmon Survey       |
| 628240 | 2014 QS281               | 24 agosto 2014    | K. Sárneczky              |
| 628241 | 2014 QG298               | 25 luglio 2014    | Pan-STARRS                |
| 628242 | 2014 QG312               | 20 gennaio 2012   | Spacewatch                |
| 628243 | 2014 QF314               | 25 agosto 2014    | Pan-STARRS                |
| 628244 | 2014 QF349               | 17 ottobre 2010   | Mount Lemmon Survey       |
| 628245 | 2014 QT351               | 31 luglio 2014    | Pan-STARRS                |
| 628246 | 2014 QV352               | 4 ottobre 2005    | Mount Lemmon Survey       |
| 628247 | 2014 QQ357               | 29 ottobre 2005   | Spacewatch                |
| 628248 | 2014 QJ372               | 6 novembre 2010   | Mount Lemmon Survey       |
| 628249 | 2014 QZ385               | 2 gennaio 2011    | Mount Lemmon Survey       |
| 628250 | 2014 QL390               | 28 agosto 2014    | Pan-STARRS                |
| 628251 | 2014 QN392               | 28 luglio 2014    | Pan-STARRS                |
| 628252 | 2014 QA398               | 27 agosto 2014    | Pan-STARRS                |
| 628253 | 2014 QT411               | 14 novembre 2010  | Spacewatch                |
| 628254 | 2014 QU421               | 11 ottobre 2010   | Mount Lemmon Survey       |
| 628255 | 2014 QQ444               | 13 marzo 2012     | Mount Lemmon Survey       |
| 628256 | 2014 QY451               | 4 aprile 2008     | Mount Lemmon Survey       |
| 628257 | 2014 QX455               | 4 marzo 2008      | Spacewatch                |
| 628258 | 2014 QO458               | 18 agosto 2014    | Pan-STARRS                |
| 628259 | 2014 QB460               | 20 agosto 2014    | Pan-STARRS                |
| 628260 | 2014 QU467               | 25 febbraio 2007  | Spacewatch                |
| 628261 | 2014 QL470               | 30 agosto 2005    | Spacewatch                |
| 628262 | 2014 QC473               | 3 ottobre 2005    | Spacewatch                |
| 628263 | 2014 QQ480               | 30 settembre 2005 | Mount Lemmon Survey       |
| 628264 | 2014 QZ480               | 29 ottobre 2010   | Mount Lemmon Survey       |
| 628265 | 2014 QV521               | 20 agosto 2014    | Pan-STARRS                |
| 628266 | 2014 RR8                 | 19 gennaio 2007   | Osservatorio di Mauna Kea |
| 628267 | 2014 RZ13                | 1 settembre 2014  | Mount Lemmon Survey       |
| 628268 | 2014 RL16                | 30 luglio 2005    | A. Boattini               |
| 628269 | 2014 RA44                | 31 luglio 2005    | NEAT                      |
| 628270 | 2014 RL56                | 24 ottobre 2005   | Spacewatch                |
| 628271 | 2014 SX2                 | 1 settembre 2005  | Spacewatch                |
| 628272 | 2014 SZ5                 | 20 agosto 2014    | Pan-STARRS                |
| 628273 | 2014 SD9                 | 1 ottobre 2005    | CSS                       |
| 628274 | 2014 SK9                 | 28 agosto 2005    | Spacewatch                |
| 628275 | 2014 SX10                | 29 gennaio 2012   | Mount Lemmon Survey       |
| 628276 | 2014 SN14                | 20 agosto 2014    | Pan-STARRS                |
| 628277 | 2014 SF21                | 2 dicembre 2010   | Mount Lemmon Survey       |
| 628278 | 2014 SV28                | 30 marzo 2008     | Spacewatch                |
| 628279 | 2014 SQ30                | 7 luglio 2014     | Pan-STARRS                |
| 628280 | 2014 SL42                | 1 aprile 2008     | Mount Lemmon Survey       |
| 628281 | 2014 SR49                | 28 agosto 2014    | Pan-STARRS                |
| 628282 | 2014 SV51                | 1 novembre 2010   | Mount Lemmon Survey       |
| 628283 | 2014 SQ54                | 28 agosto 2014    | Pan-STARRS                |
| 628284 | 2014 SH60                | 15 aprile 2013    | Pan-STARRS                |
| 628285 | 2014 SL61                | 10 novembre 2010  | Mount Lemmon Survey       |
| 628286 | 2014 SW63                | 17 novembre 2006  | Spacewatch                |
| 628287 | 2014 SU67                | 30 luglio 2014    | Pan-STARRS                |
| 628288 | 2014 SQ89                | 8 febbraio 2011   | Mount Lemmon Survey       |
| 628289 | 2014 SG92                | 30 luglio 2014    | Pan-STARRS                |
| 628290 | 2014 SR102               | 18 settembre 2014 | Pan-STARRS                |
| 628291 | 2014 SS111               | 31 agosto 2005    | Spacewatch                |
| 628292 | 2014 SA124               | 30 ottobre 2005   | Spacewatch                |
| 628293 | 2014 SE124               | 17 marzo 2012     | Mount Lemmon Survey       |
| 628294 | 2014 SD133               | 27 novembre 2010  | Mount Lemmon Survey       |
| 628295 | 2014 ST133               | 1 ottobre 2005    | LONEOS                    |
| 628296 | 2014 SD149               | 27 agosto 2005    | NEAT                      |
| 628297 | 2014 SN171               | 11 settembre 2010 | Mount Lemmon Survey       |
| 628298 | 2014 SM179               | 28 agosto 2014    | Spacewatch                |
| 628299 | 2014 SZ184               | 31 luglio 2014    | Pan-STARRS                |
| 628300 | 2014 SA185               | 5 giugno 2013     | Mount Lemmon Survey       |

## 628301–628400
| Nome              | Designazione provvisoria | Data di scoperta  | Scopritore          |
| ----------------- | ------------------------ | ----------------- | ------------------- |
| 628301            | 2014 SW211               | 18 giugno 2013    | Pan-STARRS          |
| 628302            | 2014 SJ226               | 18 settembre 2014 | Pan-STARRS          |
| 628303            | 2014 SU233               | 25 agosto 2014    | Pan-STARRS          |
| 628304            | 2014 SC236               | 27 settembre 2005 | Spacewatch          |
| 628305            | 2014 SQ244               | 11 dicembre 2010  | Mount Lemmon Survey |
| 628306            | 2014 SK255               | 30 ottobre 2005   | Spacewatch          |
| 628307            | 2014 SA276               | 28 febbraio 2012  | Pan-STARRS          |
| 628308            | 2014 SE301               | 25 giugno 2004    | Spacewatch          |
| 628309            | 2014 SJ353               | 18 settembre 1995 | Spacewatch          |
| 628310            | 2014 SS355               | 29 agosto 2009    | Spacewatch          |
| 628311            | 2014 SC362               | 21 settembre 2009 | Mount Lemmon Survey |
| 628312            | 2014 SL383               | 18 settembre 2014 | Pan-STARRS          |
| 628313            | 2014 SX395               | 20 settembre 2014 | Pan-STARRS          |
| 628314            | 2014 TX11                | 1 ottobre 2014    | Pan-STARRS          |
| 628315            | 2014 TR13                | 21 febbraio 2012  | Spacewatch          |
| 628316            | 2014 TQ21                | 13 dicembre 2010  | Mount Lemmon Survey |
| 628317            | 2014 TN29                | 16 settembre 2004 | Spacewatch          |
| 628318 Stevemould | 2014 TB76                | 30 settembre 2014 | Spacewatch          |
| 628319            | 2014 TW89                | 17 marzo 2012     | Spacewatch          |
| 628320            | 2014 UM14                | 14 febbraio 2002  | Spacewatch          |
| 628321            | 2014 UH55                | 25 settembre 2014 | Spacewatch          |
| 628322            | 2014 UC73                | 3 gennaio 2011    | Mount Lemmon Survey |
| 628323            | 2014 UH80                | 11 aprile 1994    | Spacewatch          |
| 628324            | 2014 UN130               | 30 ottobre 2005   | Mount Lemmon Survey |
| 628325            | 2014 UM136               | 15 novembre 1998  | Spacewatch          |
| 628326            | 2014 UG142               | 17 settembre 1995 | Spacewatch          |
| 628327            | 2014 UV146               | 19 settembre 2009 | Spacewatch          |
| 628328            | 2014 UE168               | 24 dicembre 2005  | Spacewatch          |
| 628329            | 2014 UR185               | 30 agosto 2014    | Pan-STARRS          |
| 628330            | 2014 UX188               | 11 novembre 2001  | Spacewatch          |
| 628331            | 2014 UG189               | 26 novembre 2005  | Mount Lemmon Survey |
| 628332            | 2014 UP193               | 25 novembre 2005  | Mount Lemmon Survey |
| 628333            | 2014 US193               | 30 ottobre 2005   | Spacewatch          |
| 628334            | 2014 UK194               | 28 ottobre 2005   | Spacewatch          |
| 628335            | 2014 UU209               | 29 ottobre 2014   | Calar Alto Obs.     |
| 628336            | 2014 UV223               | 30 gennaio 2011   | Mount Lemmon Survey |
| 628337            | 2014 UA255               | 25 ottobre 2014   | Spacewatch          |
| 628338            | 2014 UV261               | 26 ottobre 2014   | Mount Lemmon Survey |
| 628339            | 2014 VO21                | 31 ottobre 1999   | Spacewatch          |
| 628340            | 2014 WK11                | 26 gennaio 2003   | Spacewatch          |
| 628341            | 2014 WA15                | 19 settembre 2009 | Spacewatch          |
| 628342            | 2014 WC72                | 29 settembre 2009 | Mount Lemmon Survey |
| 628343            | 2014 WN74                | 23 ottobre 2009   | Mount Lemmon Survey |
| 628344            | 2014 WP83                | 27 gennaio 2011   | Mount Lemmon Survey |
| 628345            | 2014 WR85                | 28 settembre 2009 | Spacewatch          |
| 628346            | 2014 WX87                | 16 novembre 2009  | Mount Lemmon Survey |
| 628347            | 2014 WZ102               | 19 settembre 2009 | Spacewatch          |
| 628348            | 2014 WR105               | 14 gennaio 2011   | Mount Lemmon Survey |
| 628349            | 2014 WY115               | 23 settembre 2009 | Spacewatch          |
| 628350            | 2014 WN123               | 25 dicembre 2005  | Spacewatch          |
| 628351            | 2014 WG128               | 25 ottobre 2005   | CSS                 |
| 628352            | 2014 WB133               | 8 ottobre 2004    | Spacewatch          |
| 628353            | 2014 WE142               | 3 marzo 2009      | Spacewatch          |
| 628354            | 2014 WA145               | 17 novembre 2014  | Pan-STARRS          |
| 628355            | 2014 WN175               | 19 settembre 2014 | Pan-STARRS          |
| 628356            | 2014 WP186               | 20 aprile 2012    | Mount Lemmon Survey |
| 628357            | 2014 WX197               | 20 settembre 2014 | Pan-STARRS          |
| 628358            | 2014 WE207               | 17 novembre 2014  | Mount Lemmon Survey |
| 628359            | 2014 WT207               | 9 ottobre 2004    | Spacewatch          |
| 628360            | 2014 WT244               | 27 agosto 2014    | Pan-STARRS          |
| 628361            | 2014 WT301               | 10 ottobre 2005   | CSS                 |
| 628362            | 2014 WJ319               | 23 agosto 2014    | Pan-STARRS          |
| 628363            | 2014 WB342               | 14 marzo 2012     | Pan-STARRS          |
| 628364            | 2014 WM386               | 21 novembre 2014  | Pan-STARRS          |
| 628365            | 2014 WJ394               | 17 gennaio 2007   | Spacewatch          |
| 628366            | 2014 WU406               | 26 novembre 2014  | Pan-STARRS          |
| 628367            | 2014 WS440               | 29 luglio 2008    | Mount Lemmon Survey |
| 628368            | 2014 WO487               | 8 ottobre 2007    | Mount Lemmon Survey |
| 628369            | 2014 WF491               | 23 ottobre 2003   | SDSS Collaboration  |
| 628370            | 2014 WS519               | 26 novembre 2014  | Pan-STARRS          |
| 628371            | 2014 WC521               | 9 novembre 2009   | Mount Lemmon Survey |
| 628372            | 2014 WR530               | 26 novembre 2014  | Pan-STARRS          |
| 628373            | 2014 WV548               | 7 dicembre 2015   | Pan-STARRS          |
| 628374            | 2014 WU575               | 17 novembre 2014  | Pan-STARRS          |
| 628375            | 2014 YN18                | 31 gennaio 2009   | Mount Lemmon Survey |
| 628376            | 2014 YW74                | 29 dicembre 2014  | Pan-STARRS          |
| 628377            | 2014 YU80                | 29 dicembre 2014  | Pan-STARRS          |
| 628378            | 2015 AZ23                | 12 maggio 2011    | Mount Lemmon Survey |
| 628379            | 2015 AL27                | 20 novembre 2008  | Spacewatch          |
| 628380            | 2015 AG46                | 21 settembre 2012 | Mount Lemmon Survey |
| 628381            | 2015 AL50                | 6 agosto 2007     | LUSS                |
| 628382            | 2015 AN155               | 1 ottobre 2008    | Spacewatch          |
| 628383            | 2015 AM183               | 14 gennaio 2015   | Pan-STARRS          |
| 628384            | 2015 AL184               | 4 settembre 2008  | Spacewatch          |
| 628385            | 2015 AS186               | 14 gennaio 2015   | Pan-STARRS          |
| 628386            | 2015 AZ202               | 8 ottobre 2007    | Spacewatch          |
| 628387            | 2015 AD231               | 18 aprile 2009    | Mount Lemmon Survey |
| 628388            | 2015 AZ231               | 12 gennaio 2010   | Spacewatch          |
| 628389            | 2015 AO232               | 30 novembre 2008  | Mount Lemmon Survey |
| 628390            | 2015 AA235               | 24 settembre 2012 | Mount Lemmon Survey |
| 628391            | 2015 AW240               | 4 giugno 2006     | Mount Lemmon Survey |
| 628392            | 2015 AT262               | 10 settembre 2007 | Mount Lemmon Survey |
| 628393            | 2015 BQ2                 | 9 settembre 2007  | Spacewatch          |
| 628394            | 2015 BJ25                | 5 novembre 2007   | Spacewatch          |
| 628395            | 2015 BG55                | 18 giugno 2013    | Pan-STARRS          |
| 628396            | 2015 BZ67                | 17 gennaio 2015   | Pan-STARRS          |
| 628397            | 2015 BM76                | 18 novembre 2008  | Spacewatch          |
| 628398            | 2015 BX76                | 1 ottobre 2003    | Spacewatch          |
| 628399            | 2015 BW91                | 20 dicembre 2014  | Pan-STARRS          |
| 628400            | 2015 BU104               | 16 gennaio 2015   | Pan-STARRS          |

## 628401–628500
| Nome   | Designazione provvisoria | Data di scoperta  | Scopritore               |
| ------ | ------------------------ | ----------------- | ------------------------ |
| 628401 | 2015 BH160               | 9 ottobre 2007    | Mount Lemmon Survey      |
| 628402 | 2015 BS164               | 14 agosto 2013    | Pan-STARRS               |
| 628403 | 2015 BB169               | 17 gennaio 2015   | Pan-STARRS               |
| 628404 | 2015 BC173               | 3 novembre 2008   | Mount Lemmon Survey      |
| 628405 | 2015 BC175               | 17 gennaio 2015   | Pan-STARRS               |
| 628406 | 2015 BV186               | 12 settembre 2007 | Mount Lemmon Survey      |
| 628407 | 2015 BH196               | 17 gennaio 2015   | Pan-STARRS               |
| 628408 | 2015 BN214               | 6 novembre 2008   | Mount Lemmon Survey      |
| 628409 | 2015 BV223               | 26 dicembre 2014  | Pan-STARRS               |
| 628410 | 2015 BX244               | 14 settembre 2007 | Mount Lemmon Survey      |
| 628411 | 2015 BS252               | 18 gennaio 2015   | Pan-STARRS               |
| 628412 | 2015 BQ300               | 14 marzo 2004     | Spacewatch               |
| 628413 | 2015 BS311               | 30 agosto 2014    | Pan-STARRS               |
| 628414 | 2015 BV355               | 17 febbraio 2004  | Spacewatch               |
| 628415 | 2015 BU356               | 19 gennaio 2015   | Spacewatch               |
| 628416 | 2015 BF391               | 15 settembre 2010 | Spacewatch               |
| 628417 | 2015 BS395               | 7 ottobre 2008    | Spacewatch               |
| 628418 | 2015 BC408               | 20 giugno 2013    | Pan-STARRS               |
| 628419 | 2015 BH413               | 5 ottobre 2013    | Spacewatch               |
| 628420 | 2015 BM423               | 20 gennaio 2015   | Pan-STARRS               |
| 628421 | 2015 BP469               | 18 dicembre 2014  | Pan-STARRS               |
| 628422 | 2015 BL488               | 20 settembre 2007 | Spacewatch               |
| 628423 | 2015 BK527               | 28 gennaio 2015   | Pan-STARRS               |
| 628424 | 2015 BA532               | 23 gennaio 2015   | Pan-STARRS               |
| 628425 | 2015 BE567               | 31 dicembre 2007  | Spacewatch               |
| 628426 | 2015 BD581               | 28 gennaio 2015   | Pan-STARRS               |
| 628427 | 2015 BA606               | 20 gennaio 2015   | Pan-STARRS               |
| 628428 | 2015 BN606               | 22 gennaio 2015   | Pan-STARRS               |
| 628429 | 2015 CV4                 | 26 novembre 2014  | Pan-STARRS               |
| 628430 | 2015 CX18                | 12 agosto 2013    | Pan-STARRS               |
| 628431 | 2015 CZ20                | 10 settembre 2007 | Spacewatch               |
| 628432 | 2015 CL22                | 14 agosto 2012    | Pan-STARRS               |
| 628433 | 2015 CH31                | 17 gennaio 2015   | Pan-STARRS               |
| 628434 | 2015 CQ36                | 20 novembre 2008  | Spacewatch               |
| 628435 | 2015 CN45                | 27 gennaio 2015   | Pan-STARRS               |
| 628436 | 2015 CU67                | 18 gennaio 2015   | Pan-STARRS               |
| 628437 | 2015 DQ3                 | 16 gennaio 2015   | Pan-STARRS               |
| 628438 | 2015 DC21                | 14 luglio 2013    | Pan-STARRS               |
| 628439 | 2015 DF60                | 2 settembre 2010  | Mount Lemmon Survey      |
| 628440 | 2015 DY75                | 12 novembre 2007  | Mount Lemmon Survey      |
| 628441 | 2015 DE82                | 14 ottobre 2013   | Spacewatch               |
| 628442 | 2015 DO85                | 20 gennaio 2015   | Pan-STARRS               |
| 628443 | 2015 DH94                | 19 settembre 2012 | Mount Lemmon Survey      |
| 628444 | 2015 DY94                | 14 dicembre 2010  | Mount Lemmon Survey      |
| 628445 | 2015 DZ96                | 2 ottobre 2010    | Mount Lemmon Survey      |
| 628446 | 2015 DL102               | 17 gennaio 2015   | Pan-STARRS               |
| 628447 | 2015 DO174               | 22 novembre 2014  | Mount Lemmon Survey      |
| 628448 | 2015 DT204               | 23 febbraio 2015  | Pan-STARRS               |
| 628449 | 2015 DH205               | 8 settembre 2007  | Mount Lemmon Survey      |
| 628450 | 2015 DY215               | 15 gennaio 2015   | Pan-STARRS               |
| 628451 | 2015 DC223               | 20 gennaio 2015   | Pan-STARRS               |
| 628452 | 2015 DX250               | 23 febbraio 2015  | Pan-STARRS               |
| 628453 | 2015 DR277               | 8 novembre 2007   | Mount Lemmon Survey      |
| 628454 | 2015 DJ284               | 5 giugno 2016     | Pan-STARRS               |
| 628455 | 2015 EA31                | 11 novembre 2013  | Mount Lemmon Survey      |
| 628456 | 2015 EU39                | 14 marzo 2015     | Pan-STARRS               |
| 628457 | 2015 EY50                | 30 ottobre 2008   | Spacewatch               |
| 628458 | 2015 EH52                | 4 ottobre 2007    | Spacewatch               |
| 628459 | 2015 FG56                | 21 gennaio 2015   | Pan-STARRS               |
| 628460 | 2015 FM61                | 6 ottobre 2013    | Spacewatch               |
| 628461 | 2015 FQ85                | 25 gennaio 2015   | Pan-STARRS               |
| 628462 | 2015 FL89                | 22 settembre 2012 | Mount Lemmon Survey      |
| 628463 | 2015 FF94                | 1 febbraio 2009   | Spacewatch               |
| 628464 | 2015 FU121               | 23 febbraio 1998  | Spacewatch               |
| 628465 | 2015 FP137               | 10 novembre 2013  | Mount Lemmon Survey      |
| 628466 | 2015 FS160               | 2 ottobre 2006    | Mount Lemmon Survey      |
| 628467 | 2015 FD188               | 30 dicembre 2008  | Mount Lemmon Survey      |
| 628468 | 2015 FN195               | 10 agosto 2007    | Spacewatch               |
| 628469 | 2015 FH197               | 24 agosto 2012    | Spacewatch               |
| 628470 | 2015 FD249               | 30 ottobre 2007   | Mount Lemmon Survey      |
| 628471 | 2015 FJ253               | 9 novembre 2013   | Mount Lemmon Survey      |
| 628472 | 2015 FP259               | 24 novembre 2013  | Pan-STARRS               |
| 628473 | 2015 FV295               | 16 febbraio 2004  | Spacewatch               |
| 628474 | 2015 FY387               | 12 novembre 2007  | Mount Lemmon Survey      |
| 628475 | 2015 FZ445               | 31 dicembre 2013  | Pan-STARRS               |
| 628476 | 2015 GS12                | 3 settembre 2013  | Pan-STARRS               |
| 628477 | 2015 HJ43                | 14 settembre 2013 | Pan-STARRS               |
| 628478 | 2015 HU143               | 25 novembre 2006  | Spacewatch               |
| 628479 | 2015 HL155               | 21 novembre 2008  | Mount Lemmon Survey      |
| 628480 | 2015 HN210               | 19 aprile 2015    | Spacewatch               |
| 628481 | 2015 KM44                | 10 agosto 2004    | A. Boattini, F. De Luise |
| 628482 | 2015 KT52                | 10 gennaio 2006   | Mount Lemmon Survey      |
| 628483 | 2015 KG89                | 13 marzo 2011     | Mount Lemmon Survey      |
| 628484 | 2015 KG130               | 17 novembre 2007  | Spacewatch               |
| 628485 | 2015 KS141               | 12 novembre 2013  | Mount Lemmon Survey      |
| 628486 | 2015 KH167               | 25 maggio 2015    | Pan-STARRS               |
| 628487 | 2015 MX62                | 8 ottobre 2012    | Pan-STARRS               |
| 628488 | 2015 MP146               | 26 giugno 2015    | Pan-STARRS               |
| 628489 | 2015 NS25                | 4 giugno 2015     | Pan-STARRS               |
| 628490 | 2015 OJ8                 | 8 luglio 2015     | Pan-STARRS               |
| 628491 | 2015 OJ28                | 20 ottobre 2003   | Spacewatch               |
| 628492 | 2015 OZ28                | 17 settembre 2003 | Spacewatch               |
| 628493 | 2015 OZ36                | 27 settembre 2003 | Spacewatch               |
| 628494 | 2015 OV52                | 28 gennaio 2014   | L. Elenin                |
| 628495 | 2015 ON56                | 26 luglio 2015    | Pan-STARRS               |
| 628496 | 2015 OP86                | 26 gennaio 2012   | Mount Lemmon Survey      |
| 628497 | 2015 OX86                | 28 settembre 2011 | Spacewatch               |
| 628498 | 2015 OP145               | 24 luglio 2015    | Pan-STARRS               |
| 628499 | 2015 PX29                | 1 ottobre 2000    | LINEAR                   |
| 628500 | 2015 PN45                | 5 febbraio 2013   | Mount Lemmon Survey      |

## 628501–628600
| Nome   | Designazione provvisoria | Data di scoperta  | Scopritore               |
| ------ | ------------------------ | ----------------- | ------------------------ |
| 628501 | 2015 PJ55                | 4 settembre 2011  | Pan-STARRS               |
| 628502 | 2015 PQ131               | 14 settembre 2007 | Spacewatch               |
| 628503 | 2015 PW282               | 10 settembre 2007 | Mount Lemmon Survey      |
| 628504 | 2015 PM283               | 26 febbraio 2014  | Pan-STARRS               |
| 628505 | 2015 PO284               | 23 ottobre 2003   | Spacewatch               |
| 628506 | 2015 PW309               | 24 luglio 2015    | Pan-STARRS               |
| 628507 | 2015 QQ13                | 25 ottobre 2011   | Pan-STARRS               |
| 628508 | 2015 QH19                | 1 novembre 2008   | Mount Lemmon Survey      |
| 628509 | 2015 RJ                  | 28 luglio 2011    | Pan-STARRS               |
| 628510 | 2015 RL7                 | 25 ottobre 2008   | Spacewatch               |
| 628511 | 2015 RS43                | 26 settembre 2011 | Mount Lemmon Survey      |
| 628512 | 2015 RL51                | 17 dicembre 2007  | Mount Lemmon Survey      |
| 628513 | 2015 RA60                | 1 ottobre 2003    | Spacewatch               |
| 628514 | 2015 RC62                | 8 ottobre 2007    | Mount Lemmon Survey      |
| 628515 | 2015 RG65                | 22 settembre 2011 | Spacewatch               |
| 628516 | 2015 RX72                | 27 agosto 2011    | Pan-STARRS               |
| 628517 | 2015 RK80                | 19 novembre 2007  | Spacewatch               |
| 628518 | 2015 RP118               | 1 ottobre 2003    | LONEOS                   |
| 628519 | 2015 RP120               | 20 ottobre 2003   | Spacewatch               |
| 628520 | 2015 RT126               | 26 ottobre 2008   | Spacewatch               |
| 628521 | 2015 RW143               | 4 settembre 2011  | Pan-STARRS               |
| 628522 | 2015 RR156               | 5 aprile 2014     | Pan-STARRS               |
| 628523 | 2015 RE169               | 4 settembre 2011  | Pan-STARRS               |
| 628524 | 2015 RS197               | 11 settembre 2015 | Pan-STARRS               |
| 628525 | 2015 RF201               | 23 novembre 2011  | CSS                      |
| 628526 | 2015 RK205               | 31 ottobre 2011   | Mount Lemmon Survey      |
| 628527 | 2015 RK229               | 5 novembre 2007   | Spacewatch               |
| 628528 | 2015 RF235               | 11 settembre 2015 | Pan-STARRS               |
| 628529 | 2015 RQ236               | 16 dicembre 2011  | Pan-STARRS               |
| 628530 | 2015 RO240               | 28 settembre 2006 | SDSS Collaboration       |
| 628531 | 2015 RT255               | 13 settembre 2007 | Mount Lemmon Survey      |
| 628532 | 2015 RU255               | 13 novembre 2007  | Mount Lemmon Survey      |
| 628533 | 2015 RW259               | 25 ottobre 2011   | Pan-STARRS               |
| 628534 | 2015 RJ266               | 9 settembre 2015  | Pan-STARRS               |
| 628535 | 2015 RP267               | 4 maggio 2009     | Mount Lemmon Survey      |
| 628536 | 2015 RF273               | 25 maggio 2014    | Pan-STARRS               |
| 628537 | 2015 RY281               | 9 settembre 2015  | Pan-STARRS               |
| 628538 | 2015 RX285               | 16 dicembre 2007  | Spacewatch               |
| 628539 | 2015 ST1                 | 19 ottobre 2011   | Pan-STARRS               |
| 628540 | 2015 SG5                 | 20 settembre 2015 | CSS                      |
| 628541 | 2015 SQ10                | 19 marzo 2010     | Mount Lemmon Survey      |
| 628542 | 2015 SD14                | 9 febbraio 2013   | Pan-STARRS               |
| 628543 | 2015 SQ15                | 19 settembre 2003 | A. Boattini, A. Di Paola |
| 628544 | 2015 TJ10                | 25 luglio 2015    | Pan-STARRS               |
| 628545 | 2015 TT10                | 3 novembre 2007   | Mount Lemmon Survey      |
| 628546 | 2015 TL15                | 1 ottobre 2011    | Mount Lemmon Survey      |
| 628547 | 2015 TD47                | 19 marzo 2009     | Mount Lemmon Survey      |
| 628548 | 2015 TC65                | 18 novembre 2011  | Mount Lemmon Survey      |
| 628549 | 2015 TE70                | 19 agosto 2006    | Spacewatch               |
| 628550 | 2015 TT70                | 25 novembre 2011  | Pan-STARRS               |
| 628551 | 2015 TZ74                | 16 aprile 2013    | CTIO-DECam               |
| 628552 | 2015 TH75                | 9 settembre 2015  | Pan-STARRS               |
| 628553 | 2015 TJ75                | 31 ottobre 2011   | Spacewatch               |
| 628554 | 2015 TQ80                | 16 ottobre 2007   | Mount Lemmon Survey      |
| 628555 | 2015 TG82                | 15 settembre 2006 | Spacewatch               |
| 628556 | 2015 TX89                | 19 novembre 2007  | Mount Lemmon Survey      |
| 628557 | 2015 TQ102               | 29 dicembre 2011  | Mount Lemmon Survey      |
| 628558 | 2015 TR103               | 8 ottobre 2015    | Pan-STARRS               |
| 628559 | 2015 TU112               | 9 febbraio 2008   | Spacewatch               |
| 628560 | 2015 TG116               | 21 agosto 2006    | Spacewatch               |
| 628561 | 2015 TU116               | 16 gennaio 2008   | Spacewatch               |
| 628562 | 2015 TP119               | 8 ottobre 2015    | Pan-STARRS               |
| 628563 | 2015 TR126               | 8 ottobre 2015    | Pan-STARRS               |
| 628564 | 2015 TB131               | 4 luglio 2010     | Spacewatch               |
| 628565 | 2015 TD131               | 13 febbraio 2008  | Spacewatch               |
| 628566 | 2015 TB146               | 19 novembre 2003  | Spacewatch               |
| 628567 | 2015 TH173               | 9 ottobre 2015    | Pan-STARRS               |
| 628568 | 2015 TW194               | 15 dicembre 2007  | Mount Lemmon Survey      |
| 628569 | 2015 TC200               | 14 ottobre 2007   | Mount Lemmon Survey      |
| 628570 | 2015 TP203               | 2 novembre 2007   | Spacewatch               |
| 628571 | 2015 TZ229               | 10 ottobre 2015   | Pan-STARRS               |
| 628572 | 2015 TW230               | 10 ottobre 2015   | Pan-STARRS               |
| 628573 | 2015 TR243               | 5 settembre 2002  | LINEAR                   |
| 628574 | 2015 TD259               | 16 novembre 2003  | Spacewatch               |
| 628575 | 2015 TO274               | 16 novembre 2007  | Mount Lemmon Survey      |
| 628576 | 2015 TO275               | 4 febbraio 2000   | Spacewatch               |
| 628577 | 2015 TY277               | 27 febbraio 2009  | Spacewatch               |
| 628578 | 2015 TL281               | 2 ottobre 2015    | Mount Lemmon Survey      |
| 628579 | 2015 TX289               | 3 ottobre 2003    | Spacewatch               |
| 628580 | 2015 TY297               | 20 settembre 2006 | Spacewatch               |
| 628581 | 2015 TD301               | 24 ottobre 2011   | Spacewatch               |
| 628582 | 2015 TH303               | 12 gennaio 2008   | Spacewatch               |
| 628583 | 2015 TY303               | 28 gennaio 2000   | Spacewatch               |
| 628584 | 2015 TP319               | 4 novembre 2007   | Mount Lemmon Survey      |
| 628585 | 2015 TJ320               | 12 settembre 2015 | Pan-STARRS               |
| 628586 | 2015 TF321               | 25 luglio 2015    | Pan-STARRS               |
| 628587 | 2015 TN333               | 30 aprile 2014    | Pan-STARRS               |
| 628588 | 2015 TE344               | 3 novembre 2011   | Spacewatch               |
| 628589 | 2015 TB346               | 9 novembre 2007   | Spacewatch               |
| 628590 | 2015 TR359               | 2 settembre 2010  | Mount Lemmon Survey      |
| 628591 | 2015 TT359               | 6 dicembre 2011   | Pan-STARRS               |
| 628592 | 2015 TE365               | 12 novembre 2007  | Mount Lemmon Survey      |
| 628593 | 2015 TN365               | 28 maggio 2014    | Pan-STARRS               |
| 628594 | 2015 TO365               | 8 ottobre 2015    | Pan-STARRS               |
| 628595 | 2015 TP365               | 27 dicembre 2011  | Spacewatch               |
| 628596 | 2015 TQ365               | 10 febbraio 2008  | Mount Lemmon Survey      |
| 628597 | 2015 TB366               | 14 marzo 2008     | Mount Lemmon Survey      |
| 628598 | 2015 TL366               | 13 gennaio 2008   | Spacewatch               |
| 628599 | 2015 TX368               | 14 gennaio 2008   | Spacewatch               |
| 628600 | 2015 TS378               | 5 maggio 2014     | Mount Lemmon Survey      |

## 628601–628700
| Nome   | Designazione provvisoria | Data di scoperta  | Scopritore                    |
| ------ | ------------------------ | ----------------- | ----------------------------- |
| 628601 | 2015 TU381               | 16 gennaio 2008   | Spacewatch                    |
| 628602 | 2015 TQ386               | 26 giugno 2015    | Pan-STARRS                    |
| 628603 | 2015 TS388               | 20 settembre 2006 | NEAT                          |
| 628604 | 2015 TD414               | 8 ottobre 2015    | Pan-STARRS                    |
| 628605 | 2015 UT1                 | 4 novembre 2007   | Spacewatch                    |
| 628606 | 2015 UJ3                 | 24 ottobre 2011   | Pan-STARRS                    |
| 628607 | 2015 UZ3                 | 20 ottobre 2011   | Mount Lemmon Survey           |
| 628608 | 2015 UY23                | 15 novembre 2011  | Mount Lemmon Survey           |
| 628609 | 2015 UM24                | 24 ottobre 2011   | Mount Lemmon Survey           |
| 628610 | 2015 UZ32                | 4 aprile 2005     | Mount Lemmon Survey           |
| 628611 | 2015 UJ47                | 9 ottobre 2015    | Pan-STARRS                    |
| 628612 | 2015 UL58                | 19 ottobre 2015   | Pan-STARRS                    |
| 628613 | 2015 UN68                | 26 ottobre 2011   | Pan-STARRS                    |
| 628614 | 2015 UJ72                | 21 ottobre 2011   | Spacewatch                    |
| 628615 | 2015 UU85                | 21 ottobre 2015   | Pan-STARRS                    |
| 628616 | 2015 UO86                | 23 ottobre 2015   | Mount Lemmon Survey           |
| 628617 | 2015 UU103               | 23 ottobre 2015   | Mount Lemmon Survey           |
| 628618 | 2015 VO5                 | 7 maggio 2014     | Pan-STARRS                    |
| 628619 | 2015 VO7                 | 15 aprile 2010    | Mount Lemmon Survey           |
| 628620 | 2015 VO17                | 20 ottobre 2007   | Mount Lemmon Survey           |
| 628621 | 2015 VO28                | 18 ottobre 2007   | Spacewatch                    |
| 628622 | 2015 VH29                | 30 dicembre 2007  | Mount Lemmon Survey           |
| 628623 | 2015 VY30                | 15 settembre 2006 | Spacewatch                    |
| 628624 | 2015 VV35                | 21 ottobre 2006   | Spacewatch                    |
| 628625 | 2015 VX35                | 25 ottobre 2011   | Pan-STARRS                    |
| 628626 | 2015 VL41                | 31 dicembre 2007  | Spacewatch                    |
| 628627 | 2015 VM46                | 28 luglio 2011    | Pan-STARRS                    |
| 628628 | 2015 VD52                | 9 settembre 2015  | Pan-STARRS                    |
| 628629 | 2015 VL57                | 3 novembre 2007   | Spacewatch                    |
| 628630 | 2015 VG60                | 4 maggio 2014     | Mount Lemmon Survey           |
| 628631 | 2015 VB62                | 19 marzo 2013     | Pan-STARRS                    |
| 628632 | 2015 VR71                | 11 gennaio 2008   | Mount Lemmon Survey           |
| 628633 | 2015 VA72                | 3 novembre 2015   | Pan-STARRS                    |
| 628634 | 2015 VH81                | 30 novembre 2011  | Mount Lemmon Survey           |
| 628635 | 2015 VA84                | 26 novembre 2003  | Spacewatch                    |
| 628636 | 2015 VN92                | 2 novembre 2015   | Spacewatch                    |
| 628637 | 2015 VR105               | 6 novembre 2010   | Mount Lemmon Survey           |
| 628638 | 2015 VQ109               | 8 agosto 2002     | NEAT                          |
| 628639 | 2015 VW109               | 27 novembre 2011  | Spacewatch                    |
| 628640 | 2015 VN111               | 4 novembre 2007   | Spacewatch                    |
| 628641 | 2015 VX112               | 21 maggio 2014    | Mount Lemmon Survey           |
| 628642 | 2015 VA117               | 18 settembre 2010 | Mount Lemmon Survey           |
| 628643 | 2015 VC119               | 30 dicembre 2007  | Spacewatch                    |
| 628644 | 2015 VV119               | 14 agosto 2002    | K. S. Russell, R. H. McNaught |
| 628645 | 2015 VX120               | 11 novembre 2007  | Mount Lemmon Survey           |
| 628646 | 2015 VW132               | 18 novembre 2007  | Mount Lemmon Survey           |
| 628647 | 2015 VO137               | 25 novembre 2011  | Pan-STARRS                    |
| 628648 | 2015 VS145               | 19 novembre 2007  | Spacewatch                    |
| 628649 | 2015 VQ152               | 19 settembre 1998 | SDSS Collaboration            |
| 628650 | 2015 VY155               | 27 luglio 2014    | Pan-STARRS                    |
| 628651 | 2015 VF158               | 30 dicembre 2007  | Mount Lemmon Survey           |
| 628652 | 2015 VB160               | 30 dicembre 2011  | Mount Lemmon Survey           |
| 628653 | 2015 VT161               | 28 agosto 2006    | Spacewatch                    |
| 628654 | 2015 VK163               | 15 marzo 2004     | Spacewatch                    |
| 628655 | 2015 VO189               | 1 novembre 2015   | Mount Lemmon Survey           |
| 628656 | 2015 XD7                 | 19 gennaio 2008   | Mount Lemmon Survey           |
| 628657 | 2015 XZ20                | 30 giugno 2014    | Pan-STARRS                    |
| 628658 | 2015 XS30                | 15 gennaio 2008   | Spacewatch                    |
| 628659 | 2015 XH31                | 12 settembre 2002 | NEAT                          |
| 628660 | 2015 XJ32                | 10 gennaio 2008   | Spacewatch                    |
| 628661 | 2015 XX46                | 26 ottobre 2011   | Pan-STARRS                    |
| 628662 | 2015 XK47                | 24 marzo 2009     | Spacewatch                    |
| 628663 | 2015 XA51                | 9 novembre 2015   | Mount Lemmon Survey           |
| 628664 | 2015 XK59                | 7 maggio 2014     | Pan-STARRS                    |
| 628665 | 2015 XQ62                | 17 settembre 2006 | Spacewatch                    |
| 628666 | 2015 XB64                | 25 luglio 2014    | Pan-STARRS                    |
| 628667 | 2015 XD64                | 2 gennaio 2012    | Mount Lemmon Survey           |
| 628668 | 2015 XR67                | 4 gennaio 2012    | Mount Lemmon Survey           |
| 628669 | 2015 XU69                | 10 settembre 2002 | AMOS                          |
| 628670 | 2015 XP71                | 30 dicembre 2007  | Mount Lemmon Survey           |
| 628671 | 2015 XS84                | 28 settembre 1997 | Spacewatch                    |
| 628672 | 2015 XL88                | 19 settembre 2015 | Pan-STARRS                    |
| 628673 | 2015 XV97                | 4 dicembre 2015   | Pan-STARRS                    |
| 628674 | 2015 XP99                | 7 aprile 2008     | Spacewatch                    |
| 628675 | 2015 XN111               | 8 febbraio 2008   | Mount Lemmon Survey           |
| 628676 | 2015 XQ114               | 16 aprile 2013    | CTIO-DECam                    |
| 628677 | 2015 XA132               | 24 agosto 2006    | NEAT                          |
| 628678 | 2015 XV137               | 4 dicembre 2015   | Mount Lemmon Survey           |
| 628679 | 2015 XT138               | 14 gennaio 2012   | Mount Lemmon Survey           |
| 628680 | 2015 XA140               | 19 settembre 2015 | Pan-STARRS                    |
| 628681 | 2015 XG145               | 3 dicembre 2007   | Spacewatch                    |
| 628682 | 2015 XB150               | 27 novembre 2011  | Mount Lemmon Survey           |
| 628683 | 2015 XH161               | 22 novembre 2006  | Spacewatch                    |
| 628684 | 2015 XZ161               | 4 dicembre 2007   | CSS                           |
| 628685 | 2015 XB172               | 18 settembre 2006 | Spacewatch                    |
| 628686 | 2015 XC176               | 30 settembre 2006 | Spacewatch                    |
| 628687 | 2015 XZ179               | 28 febbraio 2008  | Mount Lemmon Survey           |
| 628688 | 2015 XX180               | 31 ottobre 2006   | Mount Lemmon Survey           |
| 628689 | 2015 XG183               | 4 settembre 2010  | Spacewatch                    |
| 628690 | 2015 XQ187               | 27 settembre 2006 | Spacewatch                    |
| 628691 | 2015 XF189               | 5 novembre 2007   | Mount Lemmon Survey           |
| 628692 | 2015 XL195               | 18 novembre 2006  | Spacewatch                    |
| 628693 | 2015 XS195               | 3 agosto 2014     | Pan-STARRS                    |
| 628694 | 2015 XV201               | 24 febbraio 2008  | Mount Lemmon Survey           |
| 628695 | 2015 XT202               | 30 agosto 2002    | Spacewatch                    |
| 628696 | 2015 XQ208               | 13 marzo 2008     | Spacewatch                    |
| 628697 | 2015 XX211               | 15 aprile 2008    | Mount Lemmon Survey           |
| 628698 | 2015 XV214               | 8 novembre 2015   | L. H. Wasserman               |
| 628699 | 2015 XB229               | 20 agosto 2014    | Pan-STARRS                    |
| 628700 | 2015 XG230               | 8 luglio 2014     | Pan-STARRS                    |

## 628701–628800
| Nome   | Designazione provvisoria | Data di scoperta  | Scopritore                |
| ------ | ------------------------ | ----------------- | ------------------------- |
| 628701 | 2015 XK235               | 1 gennaio 2012    | Mount Lemmon Survey       |
| 628702 | 2015 XY238               | 22 novembre 2015  | Mount Lemmon Survey       |
| 628703 | 2015 XB243               | 12 aprile 2013    | Pan-STARRS                |
| 628704 | 2015 XF244               | 5 marzo 2008      | Mount Lemmon Survey       |
| 628705 | 2015 XP259               | 8 dicembre 2015   | Mount Lemmon Survey       |
| 628706 | 2015 XG269               | 18 gennaio 2012   | Mount Lemmon Survey       |
| 628707 | 2015 XO278               | 27 dicembre 2011  | Mount Lemmon Survey       |
| 628708 | 2015 XY292               | 14 settembre 2006 | Spacewatch                |
| 628709 | 2015 XM298               | 10 marzo 2008     | Mount Lemmon Survey       |
| 628710 | 2015 XB313               | 21 agosto 2015    | Pan-STARRS                |
| 628711 | 2015 XJ313               | 24 settembre 1973 | T. Gehrels                |
| 628712 | 2015 XH334               | 29 marzo 2008     | Spacewatch                |
| 628713 | 2015 XE338               | 11 ottobre 2010   | Mount Lemmon Survey       |
| 628714 | 2015 XX341               | 14 dicembre 2007  | Mount Lemmon Survey       |
| 628715 | 2015 XQ350               | 12 febbraio 2008  | Mount Lemmon Survey       |
| 628716 | 2015 XL361               | 8 ottobre 2015    | Pan-STARRS                |
| 628717 | 2015 XG366               | 4 gennaio 2012    | Mount Lemmon Survey       |
| 628718 | 2015 XH382               | 30 dicembre 2011  | Spacewatch                |
| 628719 | 2015 XN382               | 19 agosto 2006    | Spacewatch                |
| 628720 | 2015 XG384               | 2 novembre 2007   | Mount Lemmon Survey       |
| 628721 | 2015 XZ396               | 27 marzo 2012     | Mount Lemmon Survey       |
| 628722 | 2015 XV401               | 21 settembre 2010 | W. Bickel                 |
| 628723 | 2015 XU407               | 29 ottobre 2010   | Mount Lemmon Survey       |
| 628724 | 2015 XA415               | 18 novembre 2014  | Pan-STARRS                |
| 628725 | 2015 XH416               | 5 settembre 2010  | Mount Lemmon Survey       |
| 628726 | 2015 XV419               | 26 novembre 2014  | Pan-STARRS                |
| 628727 | 2015 XX420               | 7 febbraio 2008   | Mount Lemmon Survey       |
| 628728 | 2015 YO3                 | 7 dicembre 2015   | Pan-STARRS                |
| 628729 | 2015 YA6                 | 16 gennaio 2004   | Spacewatch                |
| 628730 | 2015 YP7                 | 9 dicembre 2015   | Pan-STARRS                |
| 628731 | 2015 YW7                 | 9 febbraio 2008   | Mount Lemmon Survey       |
| 628732 | 2015 YH13                | 7 febbraio 2008   | Mount Lemmon Survey       |
| 628733 | 2015 YZ19                | 10 febbraio 2008  | Spacewatch                |
| 628734 | 2015 YH23                | 27 gennaio 2007   | Mount Lemmon Survey       |
| 628735 | 2015 YT24                | 2 settembre 2014  | Pan-STARRS                |
| 628736 | 2016 AX6                 | 22 dicembre 2006  | Spacewatch                |
| 628737 | 2016 AP19                | 3 ottobre 2006    | Mount Lemmon Survey       |
| 628738 | 2016 AL20                | 13 marzo 2012     | Mount Lemmon Survey       |
| 628739 | 2016 AK24                | 22 ottobre 2014   | Mount Lemmon Survey       |
| 628740 | 2016 AB25                | 3 gennaio 2016    | Pan-STARRS                |
| 628741 | 2016 AT40                | 1 febbraio 2012   | Spacewatch                |
| 628742 | 2016 AB44                | 29 settembre 2010 | Mount Lemmon Survey       |
| 628743 | 2016 AH44                | 30 settembre 2006 | Spacewatch                |
| 628744 | 2016 AJ46                | 14 novembre 2010  | Spacewatch                |
| 628745 | 2016 AJ49                | 15 marzo 2012     | Mount Lemmon Survey       |
| 628746 | 2016 AC56                | 27 dicembre 2006  | Mount Lemmon Survey       |
| 628747 | 2016 AO58                | 17 marzo 2012     | Mount Lemmon Survey       |
| 628748 | 2016 AP58                | 7 novembre 2005   | Osservatorio di Mauna Kea |
| 628749 | 2016 AG63                | 2 settembre 2014  | Pan-STARRS                |
| 628750 | 2016 AJ68                | 25 gennaio 2007   | Spacewatch                |
| 628751 | 2016 AL73                | 9 dicembre 2006   | Spacewatch                |
| 628752 | 2016 AU86                | 15 aprile 2008    | Mount Lemmon Survey       |
| 628753 | 2016 AP88                | 11 settembre 2005 | Spacewatch                |
| 628754 | 2016 AJ116               | 10 febbraio 2011  | Mount Lemmon Survey       |
| 628755 | 2016 AM142               | 1 aprile 2012     | Mount Lemmon Survey       |
| 628756 | 2016 AH145               | 19 gennaio 2012   | Mount Lemmon Survey       |
| 628757 | 2016 AB190               | 26 gennaio 2007   | Spacewatch                |
| 628758 | 2016 AU213               | 14 gennaio 2016   | Pan-STARRS                |
| 628759 | 2016 AF219               | 19 settembre 2014 | Pan-STARRS                |
| 628760 | 2016 AF221               | 4 dicembre 2010   | Mount Lemmon Survey       |
| 628761 | 2016 AK228               | 21 ottobre 2008   | Mount Lemmon Survey       |
| 628762 | 2016 AM233               | 12 novembre 2010  | Mount Lemmon Survey       |
| 628763 | 2016 AV242               | 19 settembre 2014 | Pan-STARRS                |
| 628764 | 2016 AP245               | 25 luglio 2014    | Pan-STARRS                |
| 628765 | 2016 AD249               | 28 luglio 2014    | Pan-STARRS                |
| 628766 | 2016 AS268               | 28 ottobre 2010   | Mount Lemmon Survey       |
| 628767 | 2016 AR272               | 27 gennaio 2007   | Spacewatch                |
| 628768 | 2016 AD306               | 8 gennaio 2016    | Pan-STARRS                |
| 628769 | 2016 AA363               | 1 marzo 2011      | CSS                       |
| 628770 | 2016 BB9                 | 9 ottobre 2008    | Mount Lemmon Survey       |
| 628771 | 2016 BR13                | 6 dicembre 2011   | Pan-STARRS                |
| 628772 | 2016 BH85                | 22 maggio 2011    | Mount Lemmon Survey       |
| 628773 | 2016 BC93                | 17 gennaio 2016   | Pan-STARRS                |
| 628774 | 2016 BC103               | 13 aprile 2012    | Pan-STARRS                |
| 628775 | 2016 BX105               | 16 gennaio 2016   | Pan-STARRS                |
| 628776 | 2016 BJ113               | 8 febbraio 2011   | Mount Lemmon Survey       |
| 628777 | 2016 BH115               | 16 gennaio 2016   | Pan-STARRS                |
| 628778 | 2016 CR7                 | 25 gennaio 2006   | Spacewatch                |
| 628779 | 2016 CB15                | 15 dicembre 2006  | Spacewatch                |
| 628780 | 2016 CO51                | 3 gennaio 2016    | Pan-STARRS                |
| 628781 | 2016 CE56                | 14 marzo 2007     | Spacewatch                |
| 628782 | 2016 CP56                | 3 febbraio 2016   | Pan-STARRS                |
| 628783 | 2016 CX70                | 14 marzo 2007     | Mount Lemmon Survey       |
| 628784 | 2016 CC78                | 4 ottobre 2014    | Mount Lemmon Survey       |
| 628785 | 2016 CP87                | 12 febbraio 2011  | Mount Lemmon Survey       |
| 628786 | 2016 CV89                | 14 maggio 2006    | NEAT                      |
| 628787 | 2016 CN100               | 29 aprile 2012    | Mount Lemmon Survey       |
| 628788 | 2016 CK153               | 4 gennaio 2011    | Mount Lemmon Survey       |
| 628789 | 2016 CP156               | 12 dicembre 2010  | Mount Lemmon Survey       |
| 628790 | 2016 CG160               | 7 ottobre 2005    | Osservatorio di Mauna Kea |
| 628791 | 2016 CY171               | 15 gennaio 2016   | Pan-STARRS                |
| 628792 | 2016 CF215               | 7 gennaio 2010    | Mount Lemmon Survey       |
| 628793 | 2016 CM233               | 22 agosto 2014    | Pan-STARRS                |
| 628794 | 2016 CM234               | 27 novembre 2014  | Pan-STARRS                |
| 628795 | 2016 CJ252               | 26 gennaio 2011   | Mount Lemmon Survey       |
| 628796 | 2016 CR275               | 15 ottobre 2009   | Mount Lemmon Survey       |
| 628797 | 2016 CE283               | 2 marzo 2011      | Mount Lemmon Survey       |
| 628798 | 2016 CH287               | 1 marzo 2011      | Mount Lemmon Survey       |
| 628799 | 2016 CN293               | 3 gennaio 2011    | Mount Lemmon Survey       |
| 628800 | 2016 CY297               | 2 marzo 2006      | Spacewatch                |

## 628801–628900
| Nome   | Designazione provvisoria | Data di scoperta  | Scopritore          |
| ------ | ------------------------ | ----------------- | ------------------- |
| 628801 | 2016 CM373               | 26 novembre 2014  | Pan-STARRS          |
| 628802 | 2016 CU399               | 3 febbraio 2016   | Pan-STARRS          |
| 628803 | 2016 DH23                | 10 settembre 2010 | Spacewatch          |
| 628804 | 2016 EX9                 | 11 gennaio 2016   | Pan-STARRS          |
| 628805 | 2016 EG62                | 10 dicembre 2014  | Mount Lemmon Survey |
| 628806 | 2016 EA72                | 17 febbraio 2010  | Spacewatch          |
| 628807 | 2016 EO96                | 11 novembre 2009  | Mount Lemmon Survey |
| 628808 | 2016 EE138               | 18 gennaio 2016   | Pan-STARRS          |
| 628809 | 2016 ER153               | 13 marzo 2005     | Spacewatch          |
| 628810 | 2016 EG176               | 8 gennaio 2016    | Pan-STARRS          |
| 628811 | 2016 EL190               | 10 dicembre 2014  | Mount Lemmon Survey |
| 628812 | 2016 EF191               | 13 settembre 2013 | Mount Lemmon Survey |
| 628813 | 2016 ES227               | 19 settembre 2003 | Spacewatch          |
| 628814 | 2016 EV227               | 30 gennaio 2011   | Mount Lemmon Survey |
| 628815 | 2016 EU228               | 4 aprile 2005     | Mount Lemmon Survey |
| 628816 | 2016 EB244               | 29 dicembre 2014  | Pan-STARRS          |
| 628817 | 2016 EL258               | 14 marzo 2016     | Mount Lemmon Survey |
| 628818 | 2016 FJ12                | 17 giugno 2010    | Mount Lemmon Survey |
| 628819 | 2016 FQ30                | 14 gennaio 2015   | Pan-STARRS          |
| 628820 | 2016 FK32                | 4 maggio 2005     | Mount Lemmon Survey |
| 628821 | 2016 FY36                | 30 aprile 2011    | Mount Lemmon Survey |
| 628822 | 2016 FO46                | 27 marzo 2011     | Spacewatch          |
| 628823 | 2016 FY50                | 17 aprile 2005    | Spacewatch          |
| 628824 | 2016 FJ65                | 1 novembre 2008   | Mount Lemmon Survey |
| 628825 | 2016 GB18                | 18 settembre 2003 | Spacewatch          |
| 628826 | 2016 GX18                | 27 novembre 2014  | Mount Lemmon Survey |
| 628827 | 2016 GC20                | 24 marzo 2006     | Mount Lemmon Survey |
| 628828 | 2016 GK27                | 13 gennaio 2015   | Pan-STARRS          |
| 628829 | 2016 GW27                | 8 marzo 2005      | Mount Lemmon Survey |
| 628830 | 2016 GF45                | 16 gennaio 2004   | Spacewatch          |
| 628831 | 2016 GO152               | 12 ottobre 2013   | Spacewatch          |
| 628832 | 2016 GY152               | 30 aprile 2011    | Mount Lemmon Survey |
| 628833 | 2016 GA201               | 29 dicembre 2014  | Pan-STARRS          |
| 628834 | 2016 GC213               | 8 novembre 2013   | Mount Lemmon Survey |
| 628835 | 2016 GC285               | 2 aprile 2016     | Mount Lemmon Survey |
| 628836 | 2016 JO27                | 9 novembre 2013   | Mount Lemmon Survey |
| 628837 | 2016 JP41                | 19 marzo 2016     | Pan-STARRS          |
| 628838 | 2016 JQ48                | 7 maggio 2016     | Pan-STARRS          |
| 628839 | 2016 NF6                 | 2 ottobre 2006    | Mount Lemmon Survey |
| 628840 | 2016 NZ11                | 17 settembre 2006 | Spacewatch          |
| 628841 | 2016 NH20                | 3 aprile 2016     | Pan-STARRS          |
| 628842 | 2016 NW35                | 3 settembre 2013  | Spacewatch          |
| 628843 | 2016 NE107               | 6 luglio 2016     | Pan-STARRS          |
| 628844 | 2016 NY107               | 13 luglio 2016    | Mount Lemmon Survey |
| 628845 | 2016 PK116               | 13 febbraio 2008  | Spacewatch          |
| 628846 | 2016 QF1                 | 5 agosto 2012     | Pan-STARRS          |
| 628847 | 2016 QQ3                 | 31 luglio 2009    | Spacewatch          |
| 628848 | 2016 QB7                 | 4 dicembre 2013   | Pan-STARRS          |
| 628849 | 2016 QE14                | 14 luglio 2009    | Spacewatch          |
| 628850 | 2016 QN20                | 25 ottobre 2013   | Spacewatch          |
| 628851 | 2016 QO27                | 13 agosto 2016    | Pan-STARRS          |
| 628852 | 2016 QH69                | 21 gennaio 2014   | Pan-STARRS          |
| 628853 | 2016 RL21                | 9 luglio 2016     | Spacewatch          |
| 628854 | 2016 RA28                | 15 agosto 2009    | Spacewatch          |
| 628855 | 2016 RW64                | 12 settembre 2016 | Pan-STARRS          |
| 628856 | 2016 SP14                | 9 novembre 2009   | Spacewatch          |
| 628857 | 2016 TP17                | 19 settembre 1973 | T. Gehrels          |
| 628858 | 2016 TN91                | 29 settembre 2005 | Spacewatch          |
| 628859 | 2016 TU97                | 30 novembre 2005  | Spacewatch          |
| 628860 | 2016 UN33                | 18 dicembre 2001  | LINEAR              |
| 628861 | 2016 UX54                | 28 dicembre 2005  | Spacewatch          |
| 628862 | 2016 UG78                | 17 novembre 2008  | Spacewatch          |
| 628863 | 2016 UQ102               | 30 dicembre 2005  | Mount Lemmon Survey |
| 628864 | 2016 UH124               | 6 novembre 2005   | Mount Lemmon Survey |
| 628865 | 2016 UB137               | 26 marzo 2007     | Spacewatch          |
| 628866 | 2016 VB10                | 20 novembre 2009  | Mount Lemmon Survey |
| 628867 | 2016 VQ18                | 26 novembre 2009  | CSS                 |
| 628868 | 2016 VS31                | 10 novembre 2016  | Pan-STARRS          |
| 628869 | 2016 WK4                 | 16 ottobre 2001   | Spacewatch          |
| 628870 | 2016 WC16                | 12 agosto 2012    | SSS                 |
| 628871 | 2016 WL17                | 9 dicembre 2004   | Spacewatch          |
| 628872 | 2016 WZ28                | 3 settembre 2008  | Spacewatch          |
| 628873 | 2016 WL34                | 20 marzo 2015     | Pan-STARRS          |
| 628874 | 2016 WU48                | 27 ottobre 2005   | Spacewatch          |
| 628875 | 2016 WS49                | 7 ottobre 2005    | Spacewatch          |
| 628876 | 2016 XT5                 | 29 agosto 2005    | NEAT                |
| 628877 | 2016 XY8                 | 14 agosto 2012    | Pan-STARRS          |
| 628878 | 2016 XU11                | 2 ottobre 2008    | Mount Lemmon Survey |
| 628879 | 2016 XU15                | 28 gennaio 2009   | CSS                 |
| 628880 | 2017 AK12                | 26 ottobre 2000   | Spacewatch          |
| 628881 | 2017 AC46                | 9 settembre 2015  | Pan-STARRS          |
| 628882 | 2017 BP18                | 30 gennaio 2009   | Mount Lemmon Survey |
| 628883 | 2017 BC22                | 25 febbraio 2006  | Mount Lemmon Survey |
| 628884 | 2017 BP36                | 1 dicembre 2003   | LINEAR              |
| 628885 | 2017 BK40                | 9 maggio 2005     | Mount Lemmon Survey |
| 628886 | 2017 BE45                | 10 gennaio 2013   | Pan-STARRS          |
| 628887 | 2017 BL45                | 19 gennaio 2013   | Spacewatch          |
| 628888 | 2017 BJ52                | 18 gennaio 2008   | Mount Lemmon Survey |
| 628889 | 2017 BO70                | 10 settembre 2007 | Spacewatch          |
| 628890 | 2017 BU83                | 15 marzo 2004     | LINEAR              |
| 628891 | 2017 BC91                | 26 agosto 2012    | Pan-STARRS          |
| 628892 | 2017 BQ105               | 14 settembre 2007 | Mount Lemmon Survey |
| 628893 | 2017 BY113               | 9 novembre 1999   | Spacewatch          |
| 628894 | 2017 BP126               | 21 dicembre 2008  | Mount Lemmon Survey |
| 628895 | 2017 BA140               | 26 gennaio 2012   | Mount Lemmon Survey |
| 628896 | 2017 BP152               | 27 gennaio 2017   | Pan-STARRS          |
| 628897 | 2017 CL3                 | 31 marzo 2009     | Spacewatch          |
| 628898 | 2017 CE24                | 12 novembre 1999  | Spacewatch          |
| 628899 | 2017 CC34                | 31 dicembre 2013  | Pan-STARRS          |
| 628900 | 2017 CJ34                | 6 febbraio 2007   | Mount Lemmon Survey |

## 628901–629000
| Nome   | Designazione provvisoria | Data di scoperta  | Scopritore                |
| ------ | ------------------------ | ----------------- | ------------------------- |
| 628901 | 2017 DQ4                 | 23 ottobre 2011   | Mount Lemmon Survey       |
| 628902 | 2017 DR11                | 14 settembre 2006 | CSS                       |
| 628903 | 2017 DW23                | 21 ottobre 2003   | Spacewatch                |
| 628904 | 2017 DS24                | 3 settembre 2010  | Mount Lemmon Survey       |
| 628905 | 2017 DN25                | 23 settembre 2015 | Pan-STARRS                |
| 628906 | 2017 DA31                | 3 novembre 2008   | Mount Lemmon Survey       |
| 628907 | 2017 DX42                | 9 ottobre 2004    | Spacewatch                |
| 628908 | 2017 DF50                | 14 agosto 2015    | Pan-STARRS                |
| 628909 | 2017 DX70                | 24 novembre 2011  | Pan-STARRS                |
| 628910 | 2017 DY70                | 19 agosto 2006    | Spacewatch                |
| 628911 | 2017 DB75                | 2 ottobre 2006    | Spacewatch                |
| 628912 | 2017 DO79                | 16 ottobre 2003   | NEAT                      |
| 628913 | 2017 DW86                | 8 maggio 2005     | Spacewatch                |
| 628914 | 2017 DP87                | 5 gennaio 2002    | E. Meyer                  |
| 628915 | 2017 DW93                | 4 ottobre 2011    | K. Sárneczky              |
| 628916 | 2017 DU97                | 14 novembre 2006  | Mount Lemmon Survey       |
| 628917 | 2017 DW113               | 6 marzo 2013      | Pan-STARRS                |
| 628918 | 2017 DZ116               | 18 aprile 2009    | Spacewatch                |
| 628919 | 2017 DA122               | 19 ottobre 2006   | Spacewatch                |
| 628920 | 2017 DH122               | 1 febbraio 2012   | Spacewatch                |
| 628921 | 2017 EJ14                | 28 marzo 2008     | Spacewatch                |
| 628922 | 2017 EK16                | 24 settembre 2015 | CSS                       |
| 628923 | 2017 EQ16                | 11 settembre 2010 | Spacewatch                |
| 628924 | 2017 EH22                | 4 aprile 2008     | CSS                       |
| 628925 | 2017 FZ4                 | 8 novembre 2007   | Mount Lemmon Survey       |
| 628926 | 2017 FU6                 | 4 marzo 2017      | Pan-STARRS                |
| 628927 | 2017 FD9                 | 22 dicembre 2006  | K. Sárneczky, J. Szulágyi |
| 628928 | 2017 FW20                | 24 ottobre 2011   | Pan-STARRS                |
| 628929 | 2017 FV29                | 2 marzo 2008      | Spacewatch                |
| 628930 | 2017 FV30                | 31 marzo 2008     | Mount Lemmon Survey       |
| 628931 | 2017 FA47                | 19 settembre 2006 | CSS                       |
| 628932 | 2017 FZ60                | 30 marzo 2004     | Spacewatch                |
| 628933 | 2017 FX73                | 19 agosto 2006    | Spacewatch                |
| 628934 | 2017 FM94                | 11 gennaio 2008   | Mount Lemmon Survey       |
| 628935 | 2017 FL99                | 15 agosto 2009    | Spacewatch                |
| 628936 | 2017 FW104               | 22 febbraio 2007  | Mount Lemmon Survey       |
| 628937 | 2017 FZ105               | 29 agosto 2005    | Spacewatch                |
| 628938 | 2017 FG114               | 5 maggio 2008     | Mount Lemmon Survey       |
| 628939 | 2017 FL124               | 31 gennaio 2009   | Spacewatch                |
| 628940 | 2017 FU125               | 2 ottobre 2015    | Mount Lemmon Survey       |
| 628941 | 2017 FF137               | 7 febbraio 2008   | Spacewatch                |
| 628942 | 2017 FX157               | 18 novembre 2011  | Spacewatch                |
| 628943 | 2017 FR167               | 11 novembre 2010  | Mount Lemmon Survey       |
| 628944 | 2017 GZ                  | 3 agosto 2014     | Pan-STARRS                |
| 628945 | 2017 GZ6                 | 12 febbraio 2008  | Mount Lemmon Survey       |
| 628946 | 2017 GU9                 | 22 gennaio 2002   | Spacewatch                |
| 628947 | 2017 HE13                | 31 marzo 2008     | Mount Lemmon Survey       |
| 628948 | 2017 HG58                | 20 aprile 2017    | Pan-STARRS                |
| 628949 | 2017 HN62                | 27 marzo 2012     | Spacewatch                |
| 628950 | 2017 HG68                | 3 ottobre 2014    | Spacewatch                |
| 628951 | 2017 KL                  | 20 settembre 2014 | Pan-STARRS                |
| 628952 | 2017 NV                  | 16 settembre 2012 | L. Elenin                 |
| 628953 | 2017 OY25                | 27 marzo 2003     | Spacewatch                |
| 628954 | 2017 OT38                | 19 gennaio 2015   | Mount Lemmon Survey       |
| 628955 | 2017 QW12                | 21 gennaio 2015   | Pan-STARRS                |
| 628956 | 2017 QX62                | 17 settembre 2012 | Mount Lemmon Survey       |
| 628957 | 2017 QA140               | 21 ottobre 2012   | Mount Lemmon Survey       |
| 628958 | 2017 UQ15                | 29 settembre 2010 | Mount Lemmon Survey       |
| 628959 | 2017 XQ19                | 28 ottobre 2017   | Mount Lemmon Survey       |
| 628960 | 2017 YR28                | 25 dicembre 2017  | Mount Lemmon Survey       |
| 628961 | 2018 CY11                | 29 marzo 2003     | LONEOS                    |
| 628962 | 2018 ET                  | 10 febbraio 2014  | Pan-STARRS                |
| 628963 | 2018 FB27                | 9 settembre 2015  | Pan-STARRS                |
| 628964 | 2018 PL6                 | 27 settembre 2003 | Spacewatch                |
| 628965 | 2018 PQ13                | 4 novembre 2005   | Spacewatch                |
| 628966 | 2018 PL26                | 21 settembre 2003 | Spacewatch                |
| 628967 | 2018 PK60                | 6 agosto 2018     | Pan-STARRS                |
| 628968 | 2018 SK8                 | 5 settembre 2007  | Mount Lemmon Survey       |
| 628969 | 2018 UF11                | 7 novembre 2002   | Kitt Peak Obs.            |
| 628970 | 2018 VD2                 | 19 settembre 2007 | Spacewatch                |
| 628971 | 2018 VS12                | 10 ottobre 2007   | Spacewatch                |
| 628972 | 2018 VU25                | 22 agosto 2012    | Pan-STARRS                |
| 628973 | 2018 VC30                | 20 settembre 2012 | W. Bickel                 |
| 628974 | 2018 VK34                | 13 novembre 2007  | Spacewatch                |
| 628975 | 2018 VK63                | 27 novembre 2013  | Pan-STARRS                |
| 628976 | 2018 VW66                | 6 novembre 2013   | Pan-STARRS                |
| 628977 | 2018 VY86                | 5 febbraio 2014   | CSS                       |
| 628978 | 2018 VX90                | 21 settembre 2012 | Mount Lemmon Survey       |
| 628979 | 2018 VO95                | 14 settembre 2006 | Spacewatch                |
| 628980 | 2018 VE109               | 25 febbraio 2015  | Pan-STARRS                |
| 628981 | 2018 VM119               | 25 maggio 2015    | Pan-STARRS                |
| 628982 | 2018 WQ8                 | 12 novembre 2007  | Mount Lemmon Survey       |
| 628983 | 2018 XP14                | 1 agosto 2017     | Pan-STARRS                |
| 628984 | 2018 XR18                | 3 gennaio 2014    | CSS                       |
| 628985 | 2019 AH32                | 28 febbraio 2009  | Spacewatch                |
| 628986 | 2019 AS49                | 12 gennaio 2019   | Pan-STARRS                |
| 628987 | 2019 CG1                 | 12 gennaio 2008   | Spacewatch                |
| 628988 | 2019 GW11                | 19 maggio 2012    | Mount Lemmon Survey       |
| 628989 | 2019 JF39                | 24 marzo 2012     | Mount Lemmon Survey       |
| 628990 | 2019 KV8                 | 13 aprile 2008    | Spacewatch                |
| 628991 | 2019 PC33                | 8 agosto 2019     | Pan-STARRS 2              |
| 628992 | 2019 QO30                | 21 agosto 2019    | Mount Lemmon Survey       |
| 628993 | 2019 SL1                 | 30 gennaio 2012   | Spacewatch                |
| 628994 | 2019 SQ24                | 26 novembre 2011  | Mount Lemmon Survey       |
| 628995 | 2019 SF149               | 6 novembre 2015   | Mount Lemmon Survey       |
| 628996 | 2019 UD1                 | 4 luglio 2014     | Pan-STARRS                |
| 628997 | 2019 UY14                | 27 ottobre 2006   | CSS                       |
| 628998 | 2019 UY44                | 22 agosto 2014    | Pan-STARRS                |
| 628999 | 2019 XJ4                 | 1 novembre 2018   | Mount Lemmon Survey       |
| 629000 | 2019 YT42                | 7 ottobre 2007    | Mount Lemmon Survey       |